# Iosif H. Barbu
Iosif H. Barbu (nume complet: Iosif Hazi Barbu; n. 9 septembrie 1868, Lugoj, Severin⁠(d), Austro-Ungaria – d. 2 iulie 1931, Lugoj, Timiș, România) a fost un deputat în Marea Adunare Națională de la Alba Iulia, organismul legislativ reprezentativ al „tuturor românilor din Transilvania, Banat și Țara Ungurească”, cel care a adoptat hotărârea privind Unirea Transilvaniei cu România, la 1 decembrie 1918.:p. 17

## Biografie
S-a năcut în Lugoj, la data de 9 septembrie 1868. A urmat cursurile ciclului primar și gimanzial în localitatea natală, iar pe cele universitare la Școala superioare de comerț din Viena.:p. 96
S-a implicat activ în viața economică a Banatului - a fost președinte al Camerei de Comerț și Industrie din Lugoj, director al Băncii Frontiera Banatului, membru în direcțiunea Băncii Albina și acționar la diverse bănci românești. A militat pentru afirmarea românilor bănățeni în domeniile comerțului și industriei.:p. 17 :p. 96
După 1918 a continuat să se implice în stimularea comerțului în Banat. A decedat la 2 iulie 1931:p. 17/1932, la Lugoj. :p. 97

## Activitate politică

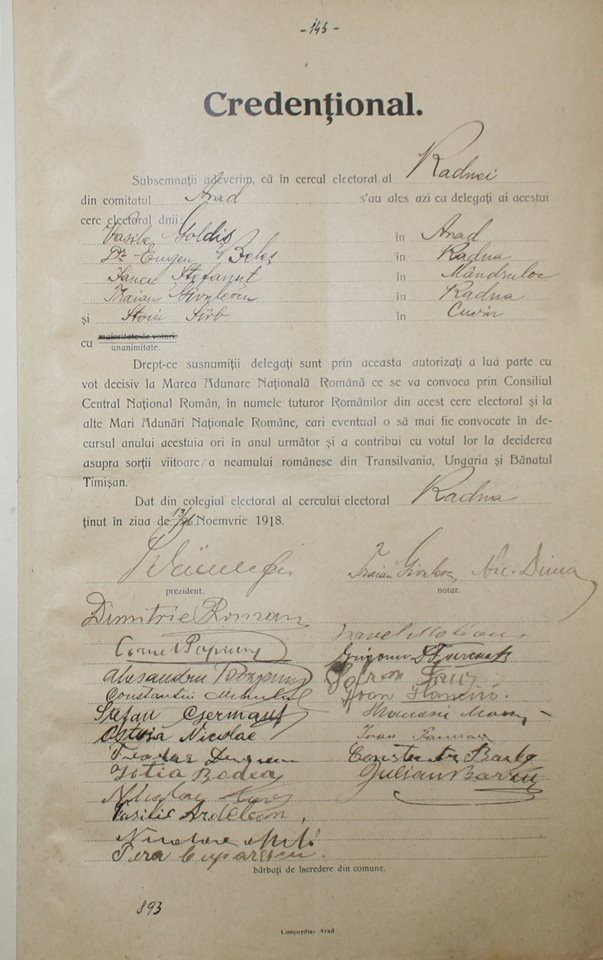
Credențional

A fost directorul Băncii Frontiera Banatului și Președintele Camerei de Comerț și  Industrie din Lugoj. A fost membru în Direcțiunea Băncii Albina din Sibiu și a deținut acțiuni la mai multe bănci românești. A fost un membru important al Partidului Național Român. A fost delegat la Marea Adunare Națională de la Alba Iulia din partea Cercului Lugoj, județul Caraș Severin.